# Plexo venoso uterino
O plexo venoso uterino é um plexo venoso da pelve.